# Bukovec (Myjava)
Bukovec (bis 1927 auch „Bukovce“; deutsch Bukowetz, ungarisch Berencsbukóc – bis 1907 Bukóc) ist eine Gemeinde im Westen der Slowakei.

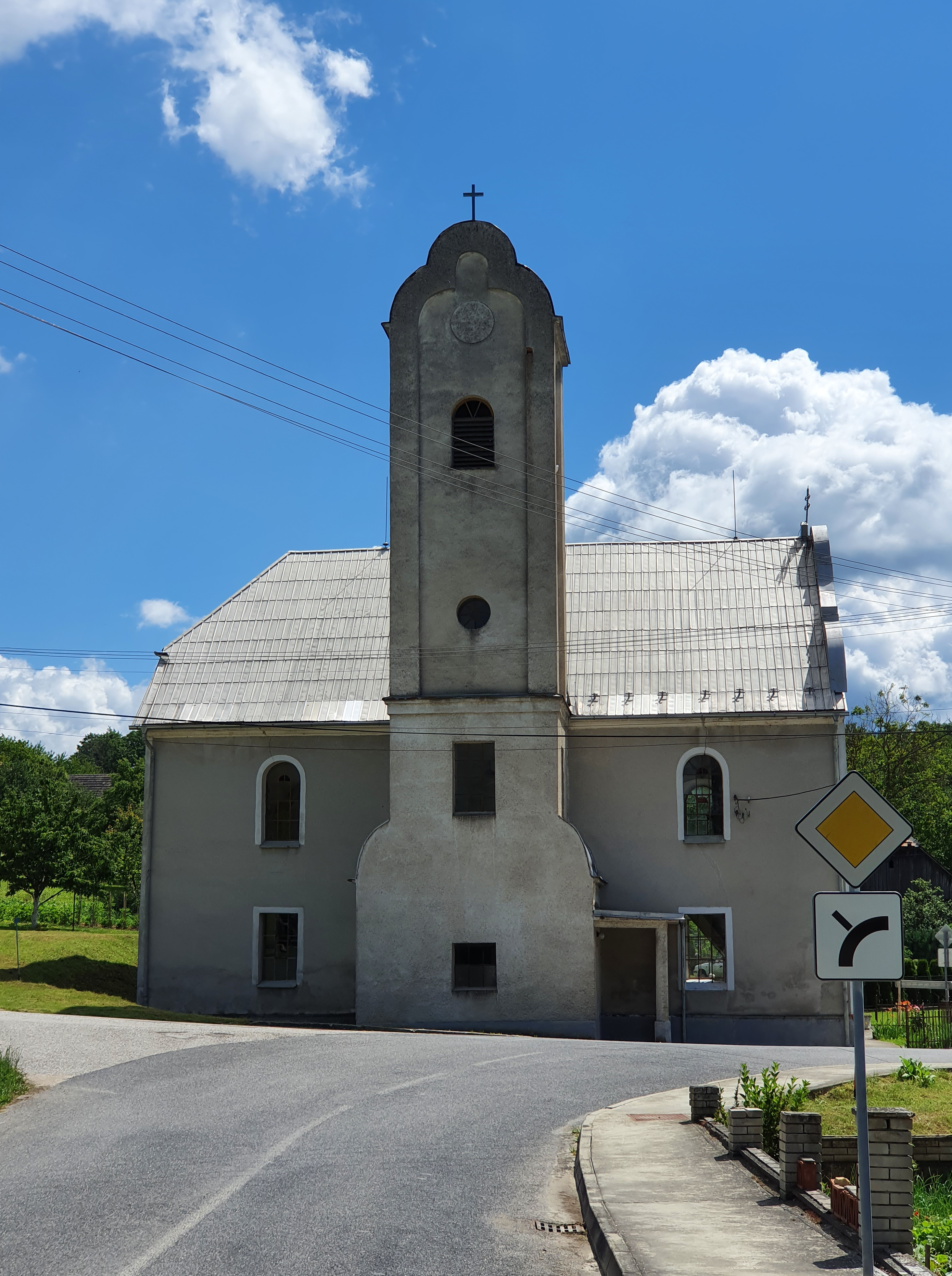
Evangelische Kirche

## Lage und Allgemeines
Der Ort wurde 1592 zum ersten Mal schriftlich erwähnt und liegt im Hügelland zwischen den Kleinen Karpaten im Süden und den Weißen Karpaten im Norden. Nové Mesto nad Váhom liegt zirka 35 Kilometer östlich der Gemeinde, Myjava zirka 7 Kilometer nordöstlich, Senica etwa 15 Kilometer westlich.

## Bevölkerung
| Jahr:                | 1994. | 2004.   | 2014.   | 2024.   |
| -------------------- | ----- | ------- | ------- | ------- |
| Anzahl der Personen: | 455   | 415     | 421     | 424     |
| Unterschied:         |       | -8,79 % | +1,44 % | +0,71 % |

| Jahr:                | 2023. | 2024.   |
| -------------------- | ----- | ------- |
| Anzahl der Personen: | 425   | 424     |
| Unterschied:         |       | -0,23 % |